# 大陸邊緣
大陆边缘（英語：continental margin）是指大陆与大洋盆地的边界，包括大陆架﹑大陆坡﹑大陆隆以及海沟等海底地貌與构造单元，在各大洋周围都有分布，在地质历史时期分布在古大陆与已经消失的古大洋之间的边界地带。

## 分類
大陆边缘可分为被動大陸邊緣和活动大陸边缘：
被動大陸邊緣（英語：passive margin），又称大西洋型大陆边缘（英語：Atlantic type continental margin），是指大洋和大陸岩石圈之間最初由裂谷形成的的過渡帶。其中間無板塊邊界。被动边缘由宽阔的大陆架、较缓的大陆坡以及缓坦的大陆隆组成，通常形成於古老裂谷上方由沉積。當兩大陸塊進行大陸漂移時，中間產生新生的海洋盆地，而後形成大洋中脊。
活动大陸边缘（英語：active margin），又称太平洋型大陆边缘（英語：Pacific type continental margin），活動邊緣和被動邊緣的區別是指大洋岩石圈和大陸岩石圈之間的地殼邊界是否為板塊邊界。活動边缘分兩種，俯衝帶型邊緣和走滑斷層型邊緣，俯衝帶型邊緣常在大陸板塊上有造山和火山運動。走滑斷層型邊緣則無造山和火山運動，如北美和南美的西海岸。東印度洋的大部分和幾乎所有的太平洋邊緣都是活動邊緣的例子。活动边缘陆架狭窄，陆坡较陡，陆隆被深邃的海沟所取代。地形复杂，高差悬殊。